# Charlotte Ardai Jennefors
Marianne Charlotte Ardai Jennefors, född 22 november 1966 i Järfälla församling, är en svensk röstskådespelare som har medverkat i över 30 tecknade TV-serier och långfilmer. Hon är gift med röstskådespelaren Joakim Jennefors och är mor till Mikaela Ardai Jennefors och Amanda Jennefors.
Hon har medverkat i bland annat Hamtaro, Fillmore!, Sagoberättaren, Rasten med mera. I anime-serien Sailor Moon spelar hon Sailor Venus och även Drottning Selene, Ann och Calver. Hennes namn stod dock inte med på creditlistan, utan var okänt för tittare i flera år.

## Filmografi
- 1990 – Bananmannen (TV-serie) (röst)
- 1995 - Batman: The Animated Series (röst som Batgirl/Barbara Gordon, Red claw)
- 1994 - Sailor Moon (röst som Arianne/Sailor Venus/Drottning Selen m.fl)
- TV-året 1997 - Bananer i pyjamas (röst som Amy och sjunger introt)
- 1998 – Rudolf med den röda mulen (röst som Aurora)
- 1998 – Svanprinsessan och den förtrollade skatten (röst som Odette)
- 1998 – Babe – en gris kommer till stan (röst)
- 1998 – The Rugrats Movie (röst som Charlotte Pickles)
- 1999-2000 - Batman Beyond (röst)
- 1999-2000 - Digimon Adventures (röst som Gatomon/Angewomon)
- 2000 – Rugrats in Paris: The Movie (röst som Coco LaBouche, Dil Pickles, Charlotte Pickles, barn 1 och Lulu Pickles)
- 2001-2008 - Totally Spies (röst som Alex)
- 2001 – Jimmy Neutron: Underbarnet (röst som Judy Neutron)
- 2002 – Den vilda familjen Thornberry - filmen (röst som Mrs. Fairgood)
- 2003 – Lilo & Stitch (TV-serie) (röst som fru Hasagawa)
- 2003 – Rugrats i vildmarken (röst som Dil Pickles, Charlotte Pickles och leoparden Siri)
- 2004 – Två tigerbröder (röst som Paulette)
- 2004 - Brandy & herr Morris (röst)
- 2004 – Krambjörnarna - Resan till Skratta-gott (röst som Skojnalle)
- 2005 – Tarzan II (röst)
- 2005 – Lilo & Stitch 2 (röst)
- 2005 – Bionicle 3: Nät av skuggor (röst som Gaaki)
- 2005 - My Little Pony: God Jul med Minty (röst som Minty, Rainbow Dash, Sky Wishes)
- 2006 - My Little Pony: Regnbåge på rymmen (röst som Minty, Rainbow Dash, Tiddlywink)
- 2008 – Nim och den hemliga ön (röst som Buffy)
- 2010 – Shrek – Nu och för alltid (röst som Amber)
- 2010 – Det regnar köttbullar (röst som Regina Devereaux)
- 2007-2013 - iCarly (röst)
- 2011 – Mia and Me (TV-serie) (röst som Gargona)
- 2012 – Modig (röst som Maudie)
- 2012 – Hotell Transylvanien (röst som Wanda)
- 2013-2014 - Sam & Cat (röst)
- 2015 – Ronja Rövardotter (TV-serie) (röst som vildvittror och Undis)
- 2014–2017 – Här är ditt liv, Riley (svensk röst till Katy)
- 2015 – Hotell Transylvanien 2 (röst som Wanda)
- 2016 – Ice Age 5: Scratattack (röst)
- 2016 – Trolls (röst som kocken)
- 2017 – The Lego Batman Movie (röst som borgmästaren, Batgrottan-Dator)
- 2017 – Dumma mej 3 (röst som Valerie da Vinci)
- 2017 – Baby-bossen (röst som Stor-Baby-Bossen)
- 2017 – Robyn och rymdpatrullen (TV-serie) (röst som Megabot)
- 2018 – Hotell Transylvanien 3: En monstersemester (röst som Wanda)
- 2018 – Top Wing (TV-serie) (röst som Nora)
- 2019 – Drömparken (röst som moster Albertine)
- 2019 – The Angry Birds Movie 2 (röst som Zeta)
- 2020 – 44 katter (TV-serie) (röst som Piperita)
- 2021 – Lassie kommer hem (röst som fru Möller)
- 2022 – Avförtrollad (röst som Rosaleen)
- 2022 – Hotell Transylvanien: Ombytta roller (röst som Wanda)
- 2022 – Minioner: Berättelsen om Gru (röst som Marlena Gru)
- 2023 – Ruby – Havsmonstret (röst)
- 2023 – Den lilla sjöjungfrun (röst som sjöhäxan Ursula)

## Teater

### Roller
| År   | Roll            | Produktion                                                                                            | Regi              | Teater     |
| ---- | --------------- | --- | ----------------- | ---------- |
| 1986 | Charlotte/Ringo | Ringo Birgitta Götestam, Göran Arnberg och Magnus Fermin                                              | Birgitta Götestam | Göta Lejon |
| 1987 |                 | Tjuren Ferdinand Birgitta Götestam, Andreas Aarflot, Mats Lindberg, Lennart Simonsson och Ari Stockås | Birgitta Götestam | Göta Lejon |
| 1992 |                 | Ryck mig i slipsen Staffan Götestam och Sture Nilsson                                                 | Staffan Götestam  | Göta Lejon |